# بديع الزمان ميرزا
بديع الزمان ميرزا ( توفي 1514) كان حاكمًا تيموريًا لهراة من 1506 إلى 1507. وهو ابن حسين بايقرا حفيد تيمورلنك.

## سيرة شخصية
خلال عقد 1490 اندلع صراع بين بديع وأبيه. قام حسين بنقل بديع من منطقة حكمه في استاراباد (في وقتنا الحالي جرجان) إلى بلخ ، ثم عين محمد مؤمن ابن بديع ليحل محله في أستاراباد. غضب بديع من هذا وبدأ تمرد. وقد هُزم، وفي نفس الوقت تم إعدام ابنه، الذي كان مسجونا في هرات. وصنع حسين سلام مع ابنه، لكن التوتر بقي بين الاثنين، وفي عام 1499 حاصر بديع هرات.
في 1506 توفي حسين، وأخذ بديع العرش. ومع ذلك، سرعان ما انخرط في صراع مع شقيقه مظفر حسين. في خضم هذا، كان الأوزبك بقيادة محمد شيباني يهددون المملكة. وصل ظهير الدين بابر، الذي سار من كابل في محاولة لمساعدة حسين، إلى هرات وبقي هناك لفترة، لكنه لاحظ ضعف الأخوة وغادر دون خوض معركة مع الأوزبك. في العام التالي، استولى الأوزبك على هرات، ووضعوا حداً لحكم التيموريين، وهرب الإخوة. توفي مظفر بعد فترة وجيزة. ذهب بديع إلى قندهار لحشد القوات وسار ضد الأوزبك، لكنه هزم.  ثم جاء إلى بلاط إسماعيل الأول في بلاد فارس، حيث تم منحه الأراضي المحيطة بتبريز و 3650 شرافاً ذهبياً كل عام.  ساعد في التأثير على قرار إسماعيل بالقيام بحملة ضد الأوزبك في عام 1510. أمضى بديع سبع سنوات في تبريز حتى غزاها السلطان العثماني سليم الأول، وفي هذه المرحلة سافر إلى اسطنبول، حيث توفي أثناء الطاعون عام 1514. 

## عائلة
كان لبديع الزمان خمسة زوجات:
- أرون سلطان خانم، ابنة السلطان أبو سعيد ميرزا ووالدتها رقية سلطان بيجوم، ابنة علاء الدولة ميرزا بن بايسنقر بن شاه رخ؛
- كابولي بيغوم (طلقها في 1507),، ابنة أولوغ ميرزا كابولي؛ [3]
- رقية آغا، المعروفة باسم العندليب، محظية؛ [3]
- تشوتشاك بيغوم (توفت 1498) ، ابنة ذو النون أرغون، وأخت شاه شجاع ومحمد مقيم؛ [4] [5]
- ابنة تهتمان بيك، ابنة أخ أسد بيك، وأم محمد زمان ميرزا؛ [6]

أبناء
بديع الزمان له ولدان:
- محمد مؤمن ميرزا - والدته أرون سلطان خانوم؛
- محمد زمان ميرزا - والدته ابنة تهيمان بيك، تزوج من معصومة سلطان بيجوم، ابنة السلطان بابر [6]

ابنة
ولد بديع الزمان ابنة واحدة:
- تشوتشاك بيغوم المعروفة باسم كوتشاك بيغوم (توفت في أبريل 1507) - والدتها تشوتشاك بيغوم؛ [5]

## النسب
قالب:Ahnentafel